# 桐君阁
重庆桐君阁股份有限公司 （深交所：000591）是中国深圳证券交易所的一家上市公司，主营业务范围为医药制造业。
2011年，该公司主营业务收入为4782502006.03元，公司净利润为10477853.83元，公司总资产为2697797030.11元。